# Про дракона на балконі, про хлопців і самокат
«Про дракона на балконі, про хлопців і самокат» (рос. «Про дракона на балконе, про ребят и самокат») — білоруський радянський художній фільм 1976 року режисера Геннадія Харлана.

## Сюжет
Про дивовижні пригоди школярів Михайла і Ліди, її братики Женьки і пенсіонера Сергія Васильовича, причиною яких став мінікрокодил Дракон, улюбленець письменника-мандрівника Мамонтова.

## У ролях
- Анатолій Адоскін
- Сергій Мартінсон
- Ірина Мурзаєва
- Олександра Зиміна

## Творча група
- Сценарій:
- Режисер: Геннадій Харлан
- Оператор: Леонід Пекарський
- Композитор: Олександр Журбін